# Länsväg 278
De Zweedse weg 278 (Zweeds: Länsväg 278) is een provinciale weg in de provincie Stockholms län in Zweden en is circa 17 kilometer lang. De weg gaat over verschillende eilanden en bruggen om bij de veerboot van Furusund uit te komen.

## Plaatsen langs de weg
- Penningby
- Furusund

## Knooppunten
- Länsväg 276 bij Penningby (begin)